# 藤井靖
藤井 靖（ふじい やすし、1979年2月9日 - ）は、日本の心理学者。専門は臨床心理学。学位は、博士（人間科学）。明星大学教授。臨床心理士・公認心理師として、都道府県スクールカウンセラーや都内総合病院心療内科・精神科の心理カウンセラーも務める。秋田県秋田市生まれ。

## 人物
学生時代は野村忍、助手時代は菅野純に師事し、臨床心理学を中核として心身医学、応用健康科学、臨床ストレス科学、学校カウンセリング学、脳科学、教育学など幅広い視点から研究・臨床を行う。認知行動療法を専門とし、高頻度な消化器心身症である過敏性腸症候群の治療プログラム開発のためのランダム化比較試験に取り組んでいる。また、摂食障害の研究や実践にも力を入れており、弁証法的行動療法の適用に関する効果検討を行なっている。また、専門性を活かして官公庁や自治体の各種委員も数多く務めている。
その他、医療分野ではうつ病など精神疾患や心身症全般、ストレス、不眠症、リワーク支援、不登校、いじめ、発達障害、学校組織の病理などの教育分野に関わる問題に詳しい。また、臨床心理学をベースとしながらも、日常生活に役立つ心理学Tips、犯罪者の心理・行動分析、政治家などの記者会見における表情などの非言語分析、恋愛の心理学、野球・サッカー・相撲・サーフィンなどのスポーツ心理、囲碁・将棋、芸能・文化・風俗に関するコメントに長けており、ABEMA(AbemaTV)『けやきヒル's news』→『けやきヒルズ』→『ABEMAヒルズ』（月曜日レギュラーコメンテーター→水曜日・木曜日レギュラーコメンテーター）や『AbemaPrime』、『ABEMA的ニュースショー』、テレビ朝日系『スーパーJチャンネル』、『報道ステーション』、『大下容子ワイド!スクランブル』、『週刊ニュースリーダー』、『サンデーステーション』、『グッド!モーニング』、『羽鳥慎一モーニングショー』、日本テレビ系『真相報道 バンキシャ!』、『スッキリ』、『news zero』、『ZIP!』、『カズレーザーと学ぶ』、BS日テレ『深層NEWS』、フジテレビ系『情報プレゼンター とくダネ!』、『Live News it!』、『めざまし８』、『めざましどようび』、『Mr.サンデー』、TBS系『あさチャン!』、『グッとラック!』、『Nスタ』、『news23』、『新・情報7DAYS ニュースキャスター』、『サンデージャポン』などの報道・情報番組や、NHK『チコちゃんに叱られる！』、テレビ朝日系『ビートたけしのTVタックル』、フジテレビ系『バイキング』、『バイキングMORE』、毎日放送『ちちんぷいぷい』、読売テレビ『朝生ワイド す・またん!』、『情報ライブ ミヤネ屋』、産経新聞による論壇サイト『iRONNA』、『文春オンライン』、『文春オンラインTV』などのwebサイト、朝日新聞、読売新聞、日本経済新聞、夕刊フジなどの新聞各紙、時事通信社、共同通信社によるニュースサイト、文化放送『Society5.0 香格里拉』、J-WAVE『Jam the WORLD』などのラジオ番組でも知見を発信している。
実家は秋田の老舗菓子メーカー かおる堂。実家が老舗の和菓子屋を営んでいたことをきっかけに経済学部に進み、学生時代に携わった家庭教師のアルバイトを通じて子どもの教育や支援にかかわっていくことに興味が出てきたことから「臨床心理学」を志そうと「人間科学部」に入りなおしたという。

## 経歴

### 学歴
- 1991年 秋田市立中通小学校 卒業
- 1994年 秋田大学教育文化学部附属中学校 卒業
- 1997年 秋田県立秋田高等学校 卒業
- 2003年 早稲田大学人間科学部健康福祉科学科 卒業
- 2005年 早稲田大学大学院人間科学研究科修士課程 臨床心理学研究領域 修了
- 2009年 早稲田大学大学院人間科学研究科博士後期課程 臨床心理学研究領域 修了　博士（人間科学）（早稲田大学）

### 主な職歴
- 2008年 早稲田大学人間科学学術院臨床心理学コース 助手
- 2008年 早稲田大学人間科学学術院心理相談室 相談員
- 2011年 早稲田大学人間科学学術院臨床心理学コース 助教
- 2012年 東京都教職員互助会 三楽病院 精神神経科 臨床心理士
- 2012年 リワークプラザ東京 臨床心理士
- 2015年 国立精神・神経医療研究センター精神保健研究所心身医学研究部 研究員
- 2015年 国立精神・神経医療研究センター病院 総合内科部 心療内科 臨床心理士
- 2015年 早稲田大学人間総合研究センター 招聘研究員
- 2016年 明星大学人文学部心理学科 准教授
- 2016年 明星大学心理相談センター 相談員
- 2016年 国立精神・神経医療研究センター精神保健研究所行動医学研究部 客員研究員
- 2017年 明星大学心理学部心理学科 准教授
- 2019年 明星大学心理相談センター 副センター長
- 2023年 明星大学大学院心理学研究科 研究科長補佐
- 2023年 明星大学心理学部心理学科 教授